# Margorejo (Metro Selatan)
Margorejo is een bestuurslaag in het regentschap Metro van de provincie Lampung, Indonesië. Margorejo telt 4387 inwoners (volkstelling 2010).